# Nhàn mào nhỏ

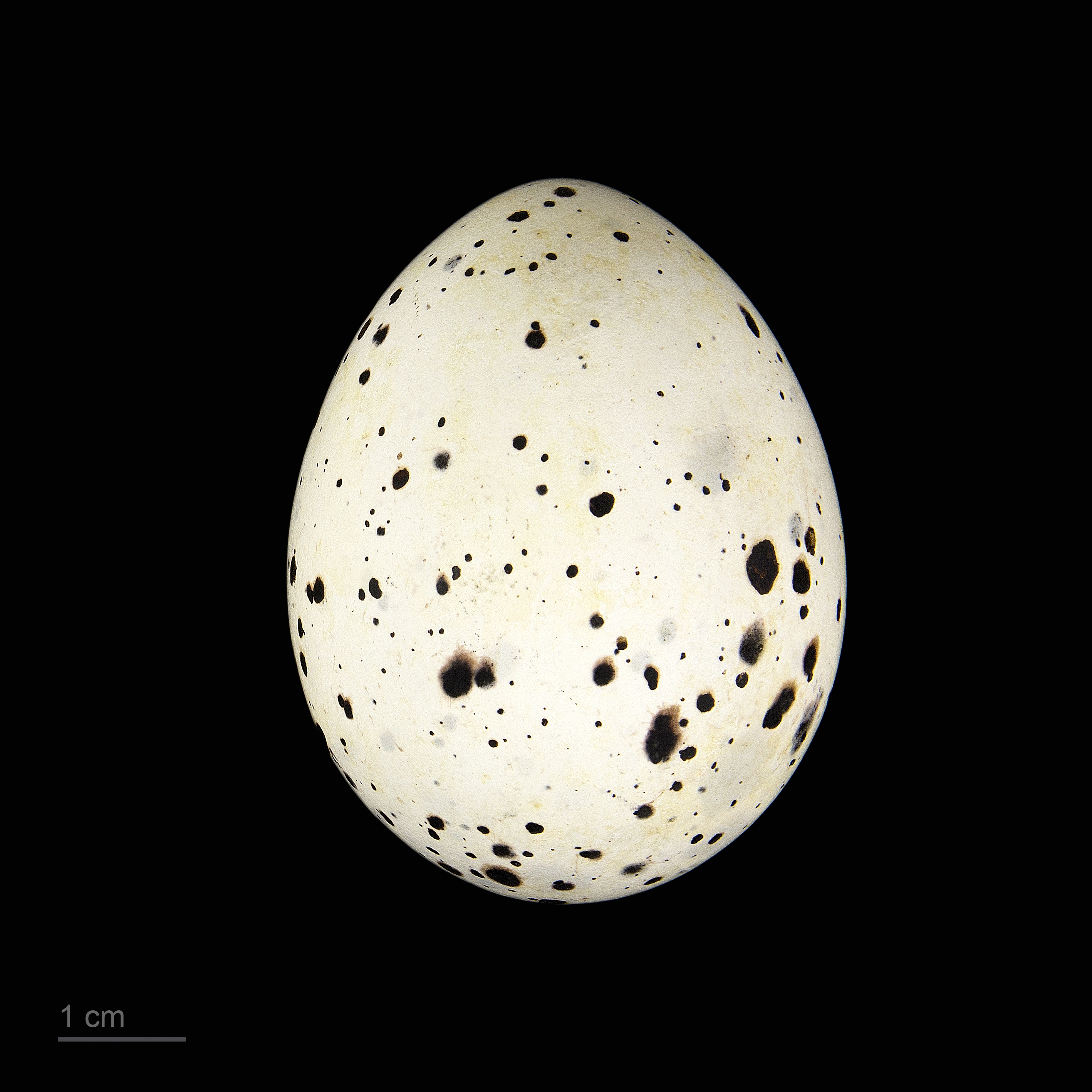
Thalasseus bengalensis

Nhàn mào nhỏ (danh pháp hai phần: Thalasseus bengalensis) là một loài chim trong họ Nhàn (Sternidae). Loài này sinh sản ở những vùng duyên hải cận nhiệt đới, chủ yếu là từ biển Đỏ, băng qua Ấn Độ Dương đến tây Thái Bình Dương và nước Úc. Một lượng cá thể đáng kể nhàn mào nhỏ sống trên hai hòn đảo ngoài khơi Libya. Thỉnh thoảng người ta quan sát thấy loài này sinh sản ở Ý và Pháp. Nhàn mào nhỏ ở Úc gần như là không di trú theo mùa, trong khi chim ở nơi khác lại trú đông về phương nam đến tận Nam Phi.

## Phân loài
Loài chim này có nhiều phân loài theo vùng địa lý. Chúng chủ yếu khác biệt nhau về mặt kích thước cơ thể và chi tiết trên bộ lông:
- T. b. emigrata: sinh sản trên các hòn đảo trong Địa Trung Hải ở ngoài khơi Libya. Mùa đông chúng di trú về Tây Phi. Phân loài này có màu xám nhợt (chỉ đậm hơn chút ít so với nhàn Sandwich Thalasseus sandvicensis), kích cỡ cơ thể hơi lớn hơn.
- T. b. bengalensis: sinh sản ở bắc Ấn Độ Dương, mùa đông di trú về Nam Phi. Phần trên cơ thể màu xám đậm mức độ vừa, kích cỡ cơ thể hơi nhỏ hơn.
- T. b. torresii: sinh sản trong khu vực từ Indonesia đến Queensland (Úc), trú đông tại chỗ. Phần trên cơ thể màu xám đậm, kích cỡ cơ thể hơi lớn hơn.

Phân loài ở Địa Trung Hải có đôi khi lang thang đến châu Âu và sinh sản cùng loài hoặc ghép loài với nhàn Sandwich tại Ý, Tây Ban Nha và Anh.
Vào mùa sinh sản, nhàn mào nhỏ tập trung thành các tập đoàn chim đông đúc trên các bờ biển và hòn đảo. Chúng nạo đất làm tổ và đẻ vào đó từ một đến hai quả trứng. Tập tính làm tổ của loài này rất giống với loài nhàn Sandwich: làm tổ trong các sân chim đông đúc để tránh loài ăn thịt và (ít nhất là đối với loài di trú) làm tổ vào cuối mùa hạ khi mà mòng biển chân vàng Larus michahellis đã sinh sản xong và rời đi.

## Miêu tả và hành vi
Tương tự như các loài nhàn trong chi Thalasseus, nhàn mào nhỏ bắt cá bằng cách lao đầu lặn xuống nước. Chim trống tặng cá cho chim mái trong màn biểu diễn tỏ tình của mình.
Nhàn mào nhỏ là loài nhàn có kích thước cơ thể trung bình, giống với họ hàng gần như nhàn Sandwich, nhàn Elegant Thalasseus elegans và nhàn mào Trung Quốc Thalasseus bernsteini. Vào mùa hè, chim trưởng thành có chỏm đầu màu đen, đôi chân cũng đen và cái mỏ dài màu da cam. Cánh trên, phao câu và lông đuôi giữa có màu xám; phần dưới cơ thể màu đen. Màu của lông bay chính trở nên sẫm hơn vào mùa hè. Đến mùa đông thì phần trán chuyển màu trắng. Loài này có tiếng kêu to và chói tai, tương tự nhàn Sandwich.
Phao câu màu xám của nhàn mào nhỏ là dấu hiệu hữu ích để phân biệt chim này với các loài họ hàng khi chúng đang bay. Nhàn Thalasseus elegans khác với nhàn mào nhỏ ở chỗ chúng có cái mỏ thanh mảnh và dài hơn một chút; nhàn Thalasseus bernsteini thì có chóp mỏ màu đen; nhàn Sandwich có mỏ đen chóp vàng. Nhàn mào nhỏ non có bề ngoài giống với nhàn Sandwich non, trừ cái mỏ màu cam vàng nhợt nhạt hơn.

## Bảo tồn
Nhàn mào nhỏ là một trong các loài chim nằm trong Hiệp định về Bảo tồn Thủy điểu di trú Á Âu-Phi (Agreement on the Conservation of African-Eurasian Migratory Waterbirds) và cũng là một trong 10 loài chim biển được liệt kê trong Kế hoạch hành động vì chim biển Địa Trung Hải.